# 麥可·摩爾

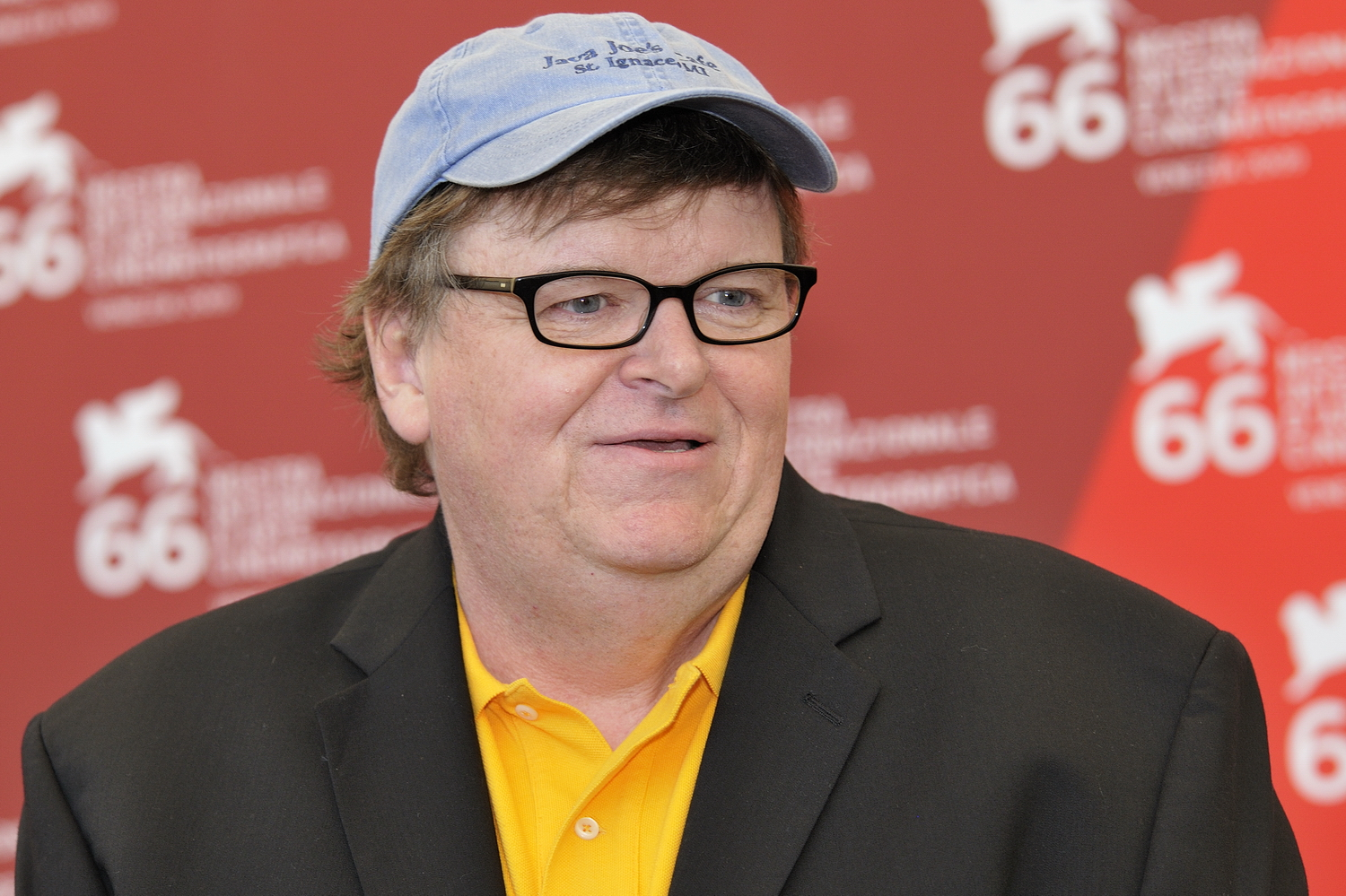
摩亞於2009年的第66屆威尼斯影展

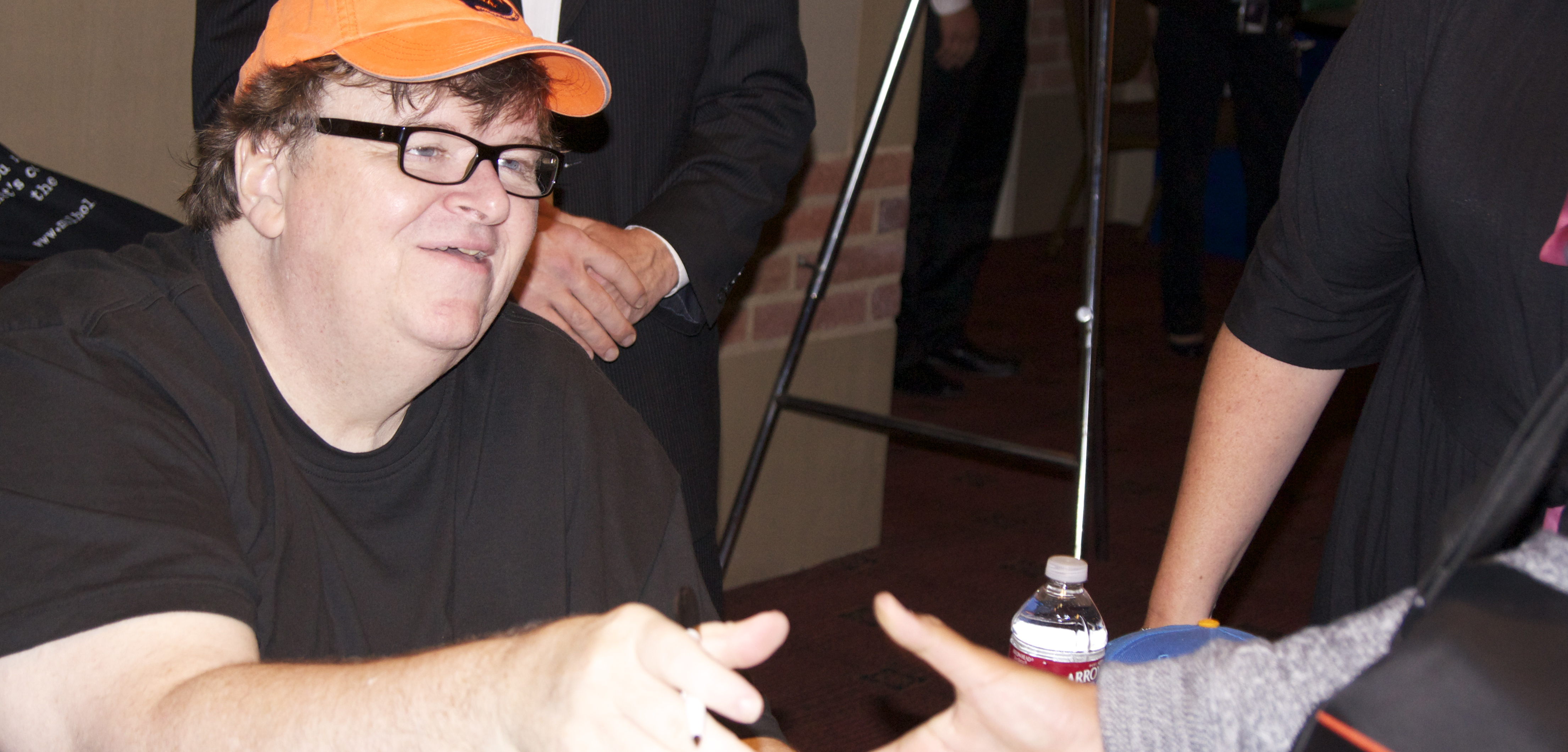
麥可·摩爾（2011年）

迈克尔·弗朗西斯·穆尔（英語：Michael Francis Moore，1954年4月23日—），美国著名紀錄片导演、作家及时事评论员，以制作探討並讽刺美國社會問題的纪录片闻名，他所執導的《华氏9·11》不但獲得第57屆坎城影展金棕櫚獎，亦是影史上投資報酬率最高的紀錄片，不但如此，史上最卖座的九部纪实电影中就有四部出于摩尔之手。2008年9月，他在網路上釋出他的個人第一部免費紀錄片，一部關於他如何鼓動美國人參與投票的影片《懶蟲起義》。他同時也製作並參與演出電視節目，包括《電視之國》與《真相追擊》。他的制片公司取名为“狗咬狗制片”。

## 作品

### 纪实片
- 《罗杰与我（英语：Roger & Me）》（1989）
- 《宠物还是食物：重返弗林特（英语：Pets or Meat: The Return to Flint）》（1992）
- 《大家伙（英语：The Big One (film)）》（1997）
- 《科倫拜校園事件》（2002）
- 《華氏911》（2004）
- 《健保真要命》（2007）
- 《跟着迈克·摩尔游美国（英语：Bowling for Columbine）》（2007）
- 《懶蟲起義（英语：Slacker Uprising）》（2008）
- 《资本主义：一个爱情故事》（2009）
- 《插旗攻城市》（2015）
- 《深入床破之地（英语：Michael Moore in TrumpLand）》（2016）
- 《華氏11/9（英语：Fahrenheit 11/9）》（2018）
- 《人類的星球（英语：Planet of the Humans）》（2019）

### 電影
- 《白宮動員令（英语：Canadian Bacon）》（1995）

### 电视系列
- 《電視之國（英语：TV Nation）》（1994-1995）
- 《迈克·摩尔脱口秀（英语：The Awful Truth (TV series)）》（1999-2000）
- 《Michael Moore Live（英语：Michael Moore Live）》（1999）

### 著书
- 《把它變小：來自一個手無寸鐵的美國人的隨意恐嚇（英语：Downsize This!）》（1996）
- 《电视之国的奇遇（英语：Adventures in a TV Nation）》（1998）
- 《愚蠢的白人們（英语：Stupid White Men）》（2002）
- 《哥們，我的國家在哪里？（英语：Dude, Where's My Country?）》（2003）
- 《他們曾經再信任過咱們嗎？（英语：Will They Ever Trust Us Again?）》（2004）
- 《官方華氏911的讀者》（2004）
- 《麥可2008年選舉指南（英语：Dude, Where's My Country?）》（2008）
- 《麻煩來了：咱生活的故事（英语：Here Comes Trouble: Stories from My Life）》（2011）

## 參註
1. ↑  Michael Moore. . IMDB. 1992  [2009-03-31]. （原始内容存档于2009-05-10）. Moore states in the film he was born at St. Joseph Hospital in Flint.
2. ↑  Moore, having been elected to the Davison School Board in 1972 at age 18, was amongst the first persons in the country to hold elected office at this age. He also ran on a platform of firing the existing High School Principal.

## 外部連結
一般
- 官方网站
- 麥可·摩爾在互联网电影资料库（IMDb）上的資料（英文）
- WorldCat 聯合目錄中麥可·摩爾的著作或與之相關的著作
- The Populist: Michael Moore Can Make You Cry（页面存档备份，存于） / New Yorker (16 February 2004)
- America's Teacher（页面存档备份，存于） by Naomi Klein, The Nation, September 23, 2009

訪談
- A 2007 NOW on PBS interview with Michael Moore（页面存档备份，存于）
- Michael Moore on His Life, His Films and His Activism（页面存档备份，存于） - video interview by Democracy Now!
- Michael Moore on 2010 Midterm Elections, the Tea Party, and the Future of the Democratic Party（页面存档备份，存于）
- In Depth interview with Moore, October 2, 2011（页面存档备份，存于）